# Sutro Heights Park

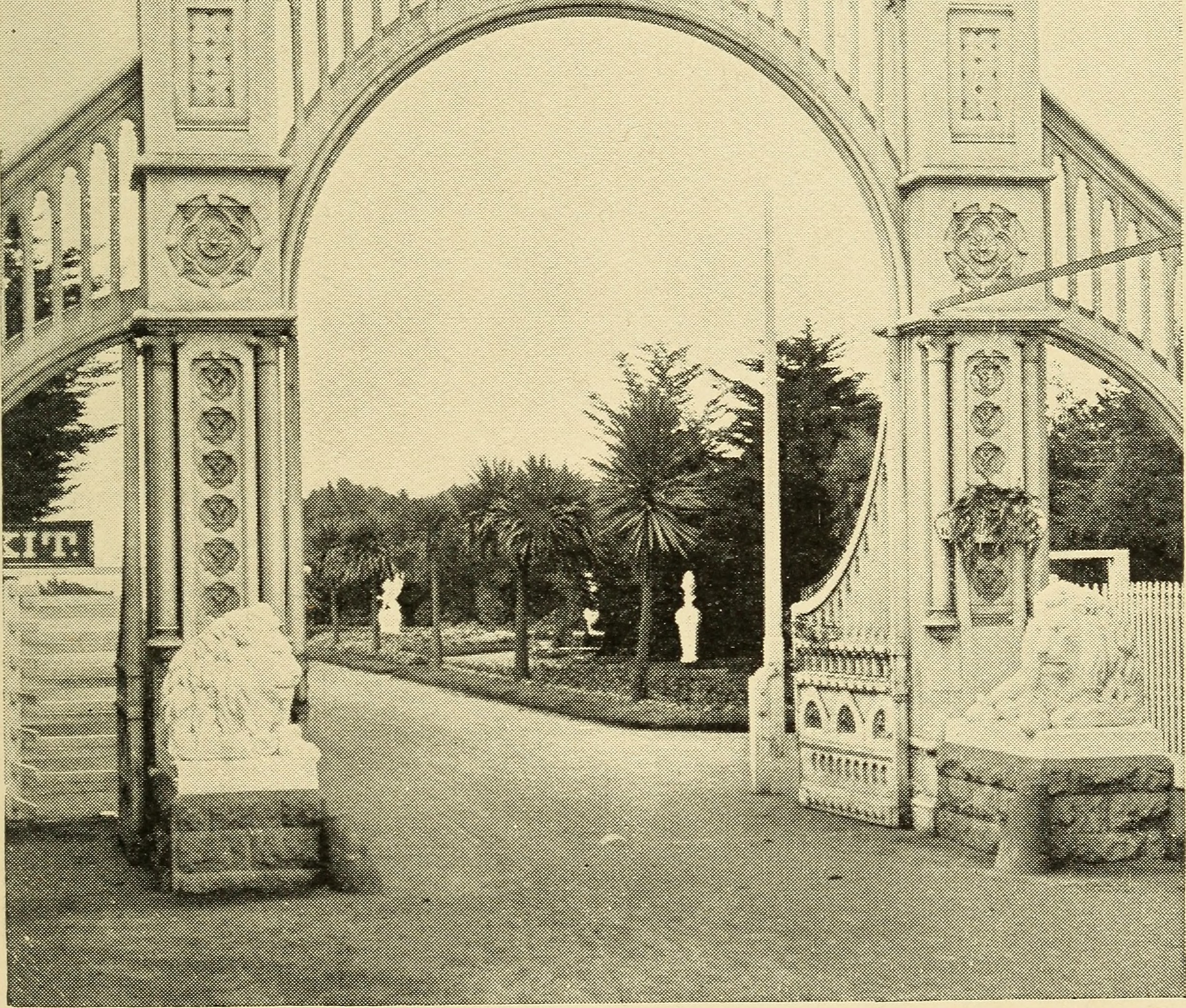
Eingang zu den Sutro Heights-Gärten (1895).

Der Sutro Heights Park ist ein historischer öffentlicher Park im Richmond District im Westen von San Francisco in Kalifornien. Er befindet sich im Golden Gate Nationalpark über dem Cliff House im Gebiet des Lands End und ist dem Sutro Historic District untergeordnet. Der Park ist nach Adolph Sutro benannt, einem Deutschamerikaner, der zwischen 1895 und 1897 Bürgermeister von San Francisco war.

## Geschichte

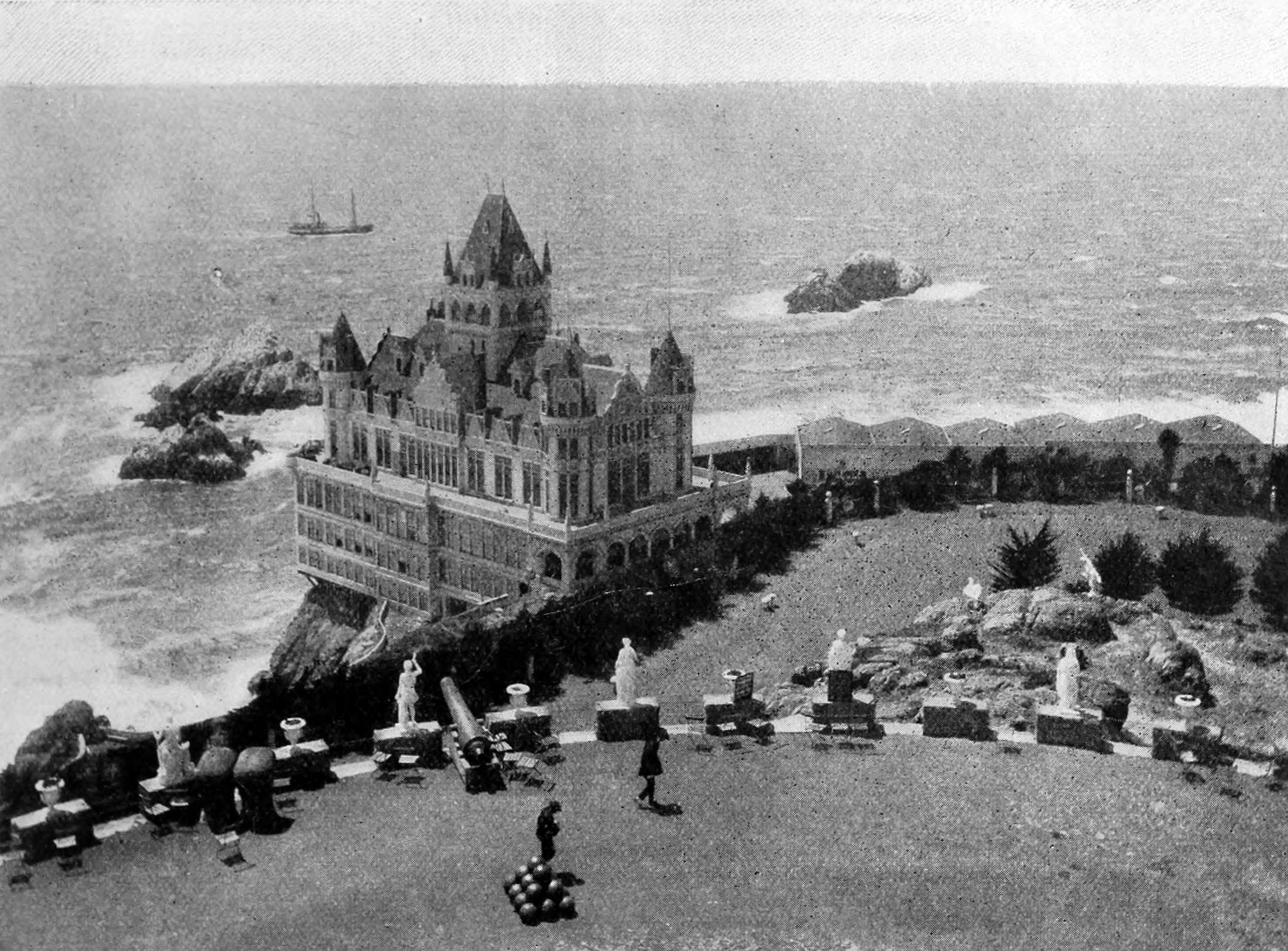
Der Aussichtspunkt "observation plaza" der Sutro Heights-Gärten mit dem zweiten Cliff House.

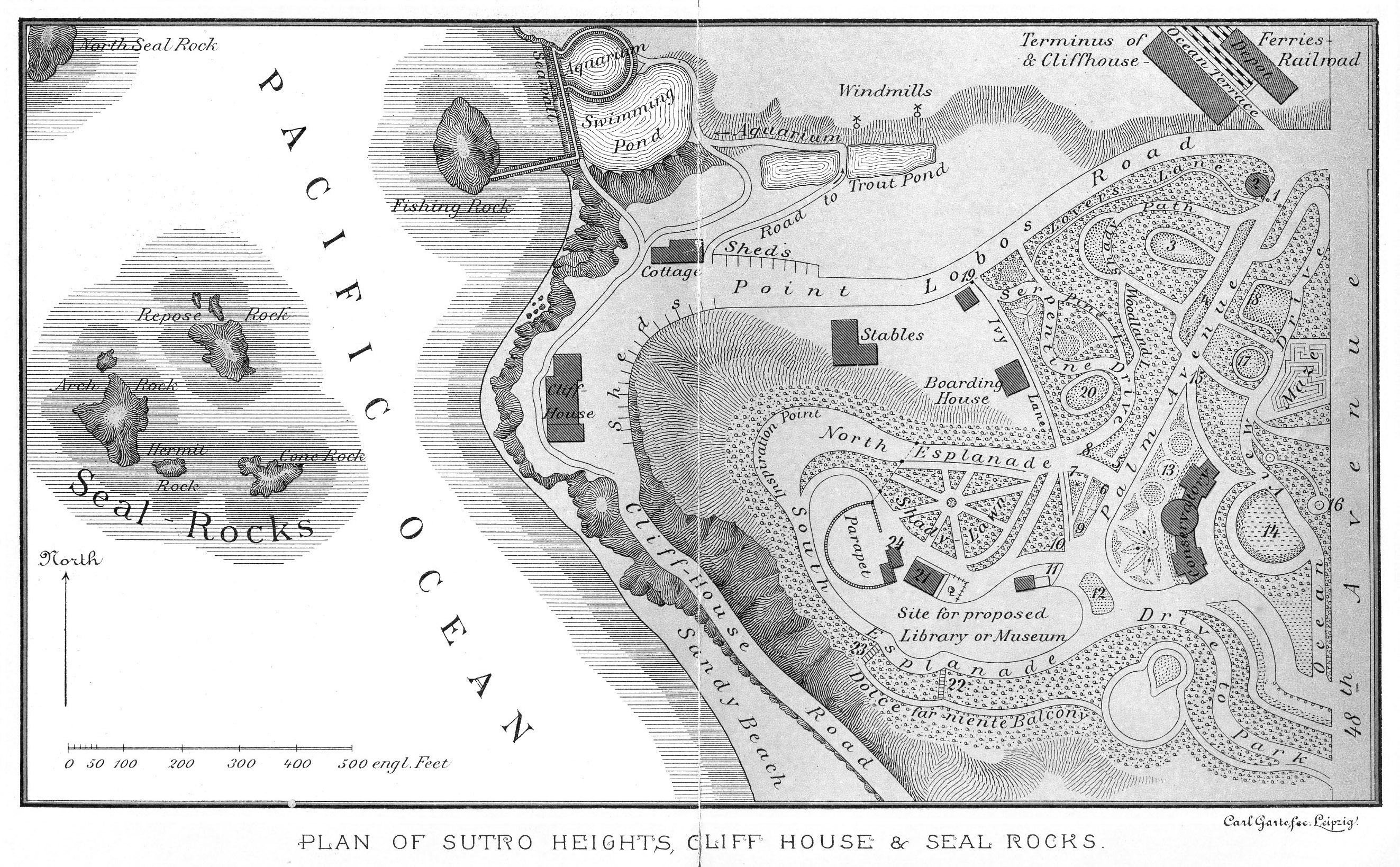
Karte von Sutro Heights aus dem Jahr 1890

Der 7,3 Hektar große Park befindet sich auf dem Gebiet des früheren "Sutro Heights"-Anwesens von Adolph Sutro, einem Großgrundbesitzer, Silberbaron der Erzlagerstätte Comstock Lode und Bürgermeister von San Francisco.
Im Jahr 1881 kaufte Adolph Sutro 89.000 m2 unbebautes Land südlich von Point Lobos (San Francisco) und nördlich des Ocean Beach am Westende der Stadt. Es beinhaltete einen Küstenvorsprung, der die Sicht auf die Marin Headlands, Mount Tamalpais und das Golden Gate ermöglichte. Sutro baute seine Villa an einen felsigen Vorsprung über dem ersten Cliff House.
Die Bebauung bestand aus einer geräumigen Eckturm-Villa, einem Kutschenhaus und Nebengebäuden, die in ausgedehnte Gärten gebaut wurden. Der Besitz dominierte das Gebiet um Lands End und hatte ein kunstvolles Eingangstor.
Sutro investierte über eine Million Dollar in die Wiedererrichtung italienischer Gärten. Sie beinhalteten Fontänen, Statuen, viktorianische Blumenbeete, Irrgärten, Parterres, Wälder, ein großes Gewächshaus und andere Gartenstrukturen. Aussichtspunkte wie die "observation plaza" überblicken das Cliff House und den "Dolce far Niente Balcony", eine lange terrassenartige Struktur entlang der Klippen, die den Ocean Beach überblickt. Als Gartendekorationen importierte er über 200 exakte Kopien der griechischen und römischen Bildhauerkunst aus Belgien, um den Besuchern die europäische Kultur zu zeigen.
1883 öffnete Sutro die Gärten seines Anwesens, Sutro Heights genannt, für Besucher, die bereit war, einen Dime dafür zu bezahlen. Dieser Unkostenbeitrag half ihm, die 17 Gärtner und Maschinisten zu bezahlen, die notwendig waren, um den Garten aufrechtzuerhalten.
Andere Sehenswürdigkeiten, die er auf seinem Großgrundbesitz weiterentwickelte, waren die Sutro Baths (1894–1964), das zweite, viktorianische Cliff House (1896–1907) und ein Freizeitpark namens Sutro Pleasure Grounds at Merrie Way (1896–1898). Um einen günstigen Transport für Besucher zur Verfügung zu stellen, baute er eine Personendampfzugstrecke von der Innenstadt San Franciscos zum Lands End.
Adolph Sutro starb 1898 als zwar grundstücksreicher, aber geldarmer Mann am Ende seiner frustrierenden Periode als Bürgermeister von San Francisco. Daraufhin zog seine Tochter Emma Sutro Merritt zu den Sutro Heights, um das Grundstück zu übernehmen. Als sie älter wurde, konnte sie den Grundbesitz nicht mehr erhalten, und auch das Haus verfiel immer mehr, obwohl sie dort bis zu ihrem Tod im Jahr 1938 wohnte. Während der Zeit von 1920 bis 1940 wurden viele der Rosenpflanzen gestohlen und viele der Statuen zerstört.

## Park

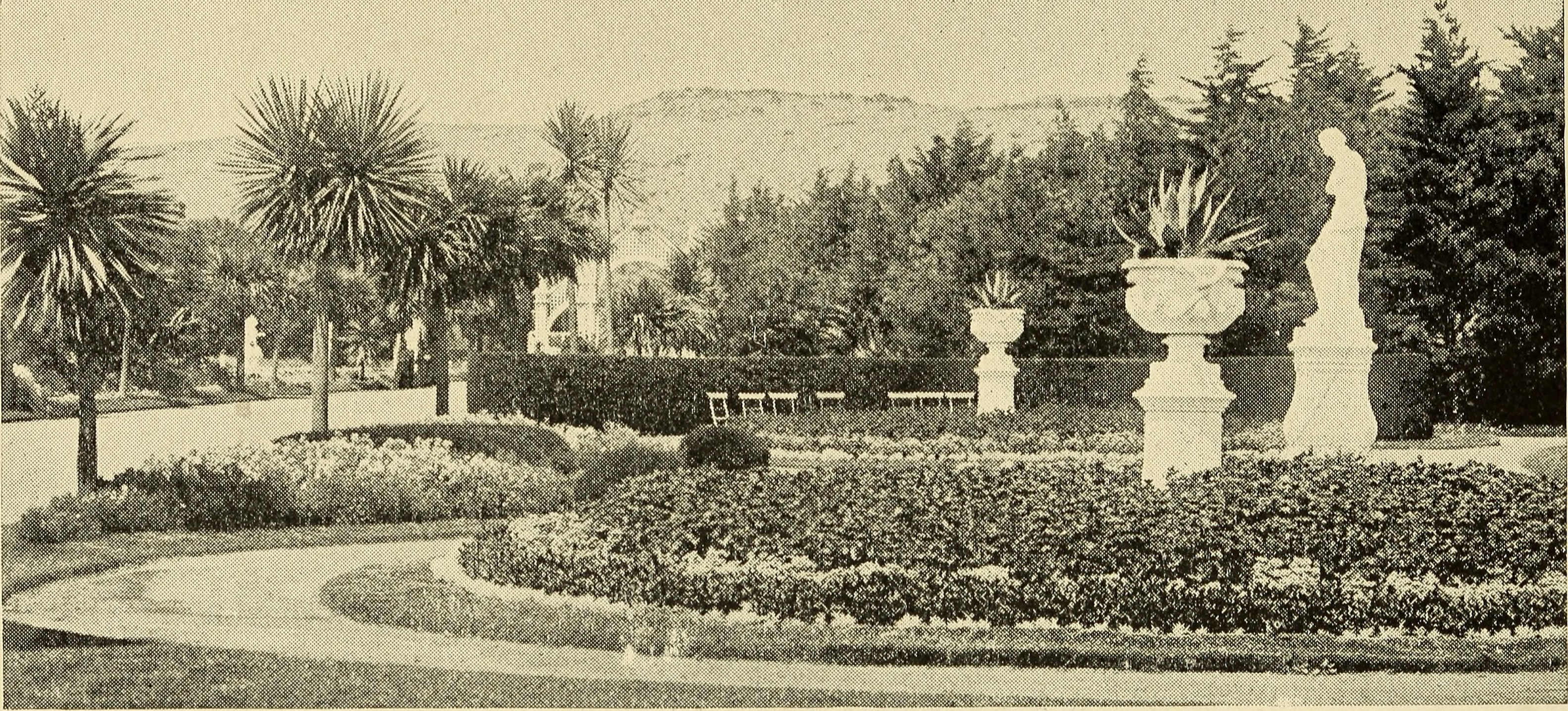
Die Sutro Heights-Gärten (1895)

Die Sutro-Familie spendete das Anwesen schließlich 1938 an die Stadt San Francisco. 1939 wurde auch noch der Rest der Residenz durch die Works Progress Administration (WPA) zerstört. Die erhalten gebliebenen Statuen wurden entfernt, mit Ausnahme von "Die Löwen" und einer Statue von Diana (bzw. Artemis), der Göttin der Jagd, einer exakten Kopie der Diana von Versailles im Louvre, welche wiederum selbst eine römische Kopie einer griechischen Statue ist. Danach wurde der Park eröffnet und der Öffentlichkeit zugänglich gemacht.
Der Sutro Heights Park ist kein Stadtpark mehr, denn er ist nun ein Teil der Golden Gate National Recreation Area. Er wird aufrechterhalten von einer Nachbarschaftsgruppe, den sogenannten Friends of the GGNRA, von denen viele in den umliegenden Straßen wohnen.